# Église Saint-Étienne de Maureillas
L'église Saint-Étienne de Maureillas est une église catholique située à Maureillas-las-Illas, dans le département français des Pyrénées-Orientales. L'église actuelle est construite au XVIIe siècle à la place d'un édifice médiéval mentionné pour la première fois en 1147.
Elle abrite un riche mobilier datant du XIIIe au XVIIIe siècle.